# Helvetia (Labuhan Deli)
Helvetia is een bestuurslaag in het regentschap Deli Serdang van de provincie Noord-Sumatra, Indonesië. Helvetia telt 16.744 inwoners (volkstelling 2010).